# We Stand United
We Stand United ist das dritte Studioalbum der deutschen Popgruppe beFour. Es erschien am 18. April 2008 im deutschsprachigen Raum und verkaufte sich mehr als 100.000 Mal. Dafür wurde es in Deutschland, Österreich und der Schweiz mit Gold ausgezeichnet.

## Titelliste
| #   | Titel                            | Dauer |
| --- | -------------------------------- | ----- |
| 1.  | Live Your Dream (Single-Version) | 3:44  |
| 2.  | Happy Holiday                    | 3:09  |
| 3.  | Listen to Your Heart             | 3:08  |
| 4.  | We Stand United                  | 3:33  |
| 5.  | SMS                              | 3:34  |
| 6.  | Time to Dance                    | 3:11  |
| 7.  | Space Race                       | 3:50  |
| 8.  | Zabadak                          | 3:55  |
| 9.  | Balla Balla                      | 3:17  |
| 10. | Last Flight to the Stars         | 3:51  |
| 11. | Give It Up                       | 3:41  |
| 12. | You Gave Me Life                 | 3:43  |
| 13. | Undercover (Hörspieltrailer)     | 4:23  |

## Produktion
Genau wie die beiden vorherigen Studioalben der Band, All 4 One und Hand in Hand – The Winter Album, haben Christian Geller und Adam Bernau auch dieses produziert. Das Lied Happy Holiday wurde von Geller, Alexei Potechin und Sergei Zukow geschrieben. Der Titel Zabadak wurde von Ken Howard und Alan Blaikley geschrieben. Ein weiterer Song, der nicht aus der Feder von Geller und Bernau stammt, ist das Stück Give It Up, das von Harry Wayne Casey und von Deborah Carter geschrieben wurde. Zudem befindet sich auf dem Album ein Hörspieltrailer mit dem Titel Undercover, der mit einer Dauer von 4:23 Min. der längste Titel der CD ist.

## Veröffentlichung und Erfolg
Das Studioalbum wurde am 18. April 2008 in Deutschland, Österreich und in der Schweiz veröffentlicht. In Deutschland schaffte es der Longplayer auf Platz zehn der deutschen Albumcharts und blieb insgesamt 20 Wochen dort. In Österreich konnte sich We Stand United auf Anhieb auf Position vier platzieren und blieb ebenfalls 20 Wochen in den Charts. Das Album belegte Platz elf der Schweizer Hitparade, hier blieb es 21 Wochen in den Charts.
Als einzige Singleauskopplung erschien am 14. März 2008 das Lied Live Your Dream (Lebe deinen Traum) im deutschsprachigen Raum. Der Titel erreichte Platz 16 der deutschen Singlecharts und blieb dort neun Wochen. In Österreich schaffte es der Song auf Position 17 und war elf Wochen in den Charts. In der Schweiz schaffte es das Stück auf Platz 29. Nach neun Wochen fiel hier der Song aus der Chartwertung. Die Regie beim Dreh des Musikvideos führte Mark Feuerstake.

### Chartplatzierungen
| ChartsChartplatzierungen | Höchstplatzierung | Wochen |
| ------------------------ | ----------------- | ------ |
| Deutschland (GfK)        | 10 (23 Wo.)       | 23     |
| Österreich (Ö3)          | 4 (20 Wo.)        | 20     |
| Schweiz (IFPI)           | 10 (21 Wo.)       | 21     |

| ChartsJahrescharts (2008) | Platzierung |
| ------------------------- | ----------- |
| Deutschland (GfK)         | 51          |
| Österreich (Ö3)           | 44          |
| Schweiz (IFPI)            | 78          |

### Auszeichnungen für Musikverkäufe
| Land/Region        | Auszeichnungen für Musikverkäufe (Land/Region, Auszeichnung, Verkäufe) | Verkäufe |
| ------------------ | ---------------------------------------------------------------------- | -------- |
| Deutschland (BVMI) | Gold                                                                   | 100.000  |
| Insgesamt          | 1× Gold ·                                                              | 100.000  |